# Естаніслао Аготе
Естаніслао Аготе (ісп. Estanislao Argote Salaberría, нар. 21 жовтня 1956, Сан-Себастьян) — іспанський футболіст, що грав на позиції нападника.
Виступав, зокрема, за клуб «Атлетік Більбао», а також національну збірну Іспанії. Дворазовий чемпіон Іспанії та володар Кубка Іспанії з футболу.

## Клубна кар'єра
У дорослому футболі дебютував у 1975 році виступами за команду фарм-клубу «Більбао Атлетік», в якій провів три сезони, взявши участь у 49 матчах чемпіонату.
Своєю грою за цю команду привернув увагу представників тренерського штабу головної команди «Атлетік Більбао», до складу якої почав потрапляти в 1977 році. Відіграв за клуб з Більбао наступні тринадцять сезонів своєї ігрової кар'єри. Більшість часу, проведеного у складі «Атлетика», був основним гравцем атакувальної ланки команди. За цей час двічі виборював титул чемпіона Іспанії.
Завершив професійну ігрову кар'єру в клубі «Сарауц», за команду якого виступав протягом 1990—1991 років.

## Виступи за збірні
1978 року провів два офіційних матчі у складі національної збірної Іспанії.

## Титули і досягнення
- Чемпіон Іспанії (2):

«Атлетік Більбао»: 1982–1983, 1983–1984
- Володар Кубка Іспанії з футболу (1):

«Атлетік Більбао»: 1983–1984